# European Architecture Students Assembly
European Architecture Students Assembly  (EASA) es fa fundar l'any 1981 per estudiants d'arquitectura com Geoff Haslam i Richard Murphy amb una aproximació al concepte de Winterschool, que organitza esdeveniments similars per estudiants d'arquitectura anglesos. EASA es realitza cada estiu en un país diferent del continent, amb una durada aproximada de dues setmanes. S'organitza per estudiants d'arquitectura per a estudiants d'arquitectura i s'opera amb el concepte d'una cooperativa.
Durant la tardor se celebra l'INCM (Intermediate National Contact Meeting), on es decideix la localització de l'EASA amb un any i mig d'antelació Normalment. Normalment són uns 500 estudiants el que es vinculen en tallers, exhibicions, conferències i activitats socials enllaçats a un tema principal. Aquests esdeveniments els organitzen una combinació d'estudiants i graduats que enfoquen les seves activitats amb més o menys potència amb l'arquitectura. L'esdeveniment es finança amb la quota d'assistència (que varia segons l'any), beques i patrocinadors; tot organitzat per l'equip del país amfitrió.
EASA té poca, sinó cap, estructura formal i cada esdeveniment organitzat és únic. Un sistema de National Contacts (NCs) s'encarrega que cada edició tingui una bona organització. Els NCs són qui es reuneixen en gran part anualment a l'INCM per debatre sobre l'anterior EASA i planejar el pròxim. Cada any hi participen estudiants de 40 o més països europeus. Tot i que en assemblees recents hi ha participat estudiants d'Amèrica del Nord, Amèrica del Sud, Àsia i Àfrica.